# La Roche-Morey
La Roche-Morey is een gemeente in het Franse departement Haute-Saône (regio Bourgogne-Franche-Comté) en telt 271 inwoners (2011). De plaats maakt deel uit van het arrondissement Vesoul.

## Geografie
De oppervlakte van La Roche-Morey bedraagt 29,7 km², de bevolkingsdichtheid is 9,1 inwoners per km².
De onderstaande kaart toont de ligging van La Roche-Morey met de belangrijkste infrastructuur en aangrenzende gemeenten.

## Demografie
Onderstaande figuur toont het verloop van het inwonertal (bron: INSEE-tellingen).

1. ↑  Populations de référence 2022.